# Ray Smedley
Raymond John „Ray” Smedley (ur. 3 września 1951 w Sutton Coldfield) – brytyjski lekkoatleta, średnio- i długodystansowiec.
Wystąpił w biegu na 1500 metrów na igrzyskach olimpijskich w 1972 w Monachium, ale odpadł w półfinale. Zajął 5. miejsce w biegu na 3000 metrów na halowych mistrzostwach Europy w 1974 w Göteborgu. Na mistrzostwach Europy w 1974 w Rzymie odpadł w eliminacjach biegu na 1500 metrów.
Zdobył brązowy medal w biegu na 3000 metrów na halowych mistrzostwach Europy w 1976 w Monachium, przegrywając jedynie z Ingo Sensburgiem z Republiki Federalnej Niemiec i Józefem Ziubrakiem z Polski. Na kolejnych halowych mistrzostwach Europy w 1977 w San Sebastián zajął w tej konkurencji 6. miejsce. Jako reprezentant Anglii wystąpił w biegu maratońskim na Igrzyskach Wspólnoty Narodów w 1982 w Brisbane, zajmując 11. miejsce.
Smedley startował z powodzeniem w biegach przełajowych. Jako reprezentant Anglii wywalczył srebrny medal indywidualnie i złoty drużynowo w biegu juniorów na międzynarodowych mistrzostwach w 1971 w San Sebastián. Na mistrzostwach świata w biegach przełajowych w 1974 w Monzy i w 1975 w Rabacie zdobył srebrny medal w konkurencji drużynowej, a indywidualnie zajął oba razy 7. miejsce.
Smedley był wicemistrzem Wielkiej Brytanii (AAA) w biegu na 1500 metrów w 1972 i brązowym medalistą na tym dystansie w 1974, a także halowym mistrzem w biegu na 3000 metrów w 1974, 1976 i 1977. Był również brązowym medalistą UK Championships w biegu na 10 000 metrów w 1980.
Rekordy życiowe Smedleya:
- bieg na 1500 metrów – 3:38,52 (15 lipca 1972, Londyn)
- bieg na milę – 3:57,7 (27 kwietnia 1974, Filadelfia)
- bieg na 3000 metrów – 7:49,72 (3 lipca 1978, Gateshead)
- bieg na 3000 metrów (hala) – 7:54,43 (10 marca 1974, Göteborg)
- bieg na 5000 metrów – 13:35,0 (23 maja 1976, Kijów)
- bieg na 10 000 metrów – 28:24,15 (29 sierpnia 1976, Londyn)
- bieg maratoński – 2:14:45 (17 kwietnia 1983, Londyn)